# 谷口明
谷口 明（たにぐち あきら、1929年 - 2009年2月）は、実業家、地主。
株式会社サンフローラ創業者・初代代表取締役社長・初代社主（オーナー）。全日本プロポリス協会初代会長。「日本プロポリスの父」ともいわれている。長男は株式会社サンフローラ役員・社主（オーナー）の谷口大典。

## 略歴
1929年福岡県に生まれる。福岡学芸大学空手部師範を経た後、1960年に南米のブラジルへ移住。農業などをしながら、現地の空手、柔道などの普及に努める。またプロポリスに注目し、現地にて1965年谷口貿易商会、アンデスローラ社などを創業。ブラジル産プロポリスを日本に輸出する。
日本に戻り、1988年有限会社サンフローラジャパンを香川県高松市に創業。1991年香川県綾歌郡飯山町（現・丸亀市）に工場を設置。1992年有限会社プロポリーナジャパンを東京都練馬区に創業。1994年全日本プロポリス協会を設立し、初代会長に就任。1999年有限会社サンフローラジャパンと有限会社プロポリーナジャパンを合併して株式会社サンフローラ（本社・東京都練馬区）とする。
2001年スポーツ分野に貢献したとしてブラジル政府よりジョアン・サルダニア勲章を授与される。
香川県高松市居住。2009年2月逝去。

## 著書

### 単著
- 『今世紀最後の生薬 蜂ヤニプロポリス ー ブラジルからの最新レポート 』（1990年　現代書林）　ISBN 4876203911
- 『四千年の歴史 プロポリスの実力 ー その秘密に迫る』（2006年　講談社）　ISBN 487601731X

### 共著
- 『素肌に差がつくプロポリス美容健康法 ー からだの中から美人をつくる』（1991年　現代書林）　ISBN 4876204764
- 『プロポリスならアトピー体質が根こそぎ治る ー “かゆみの元”過酸化脂質を積極的に体外へ排出する生薬』（1994年　現代書林）　ISBN 4876207445
- 『熟成プロポリスでガンと闘え ー ガンになった外科医が熟成プロポリスを選んだ理由』（2001年　現代書林）　ISBN 4774503746